# Carla Lipp

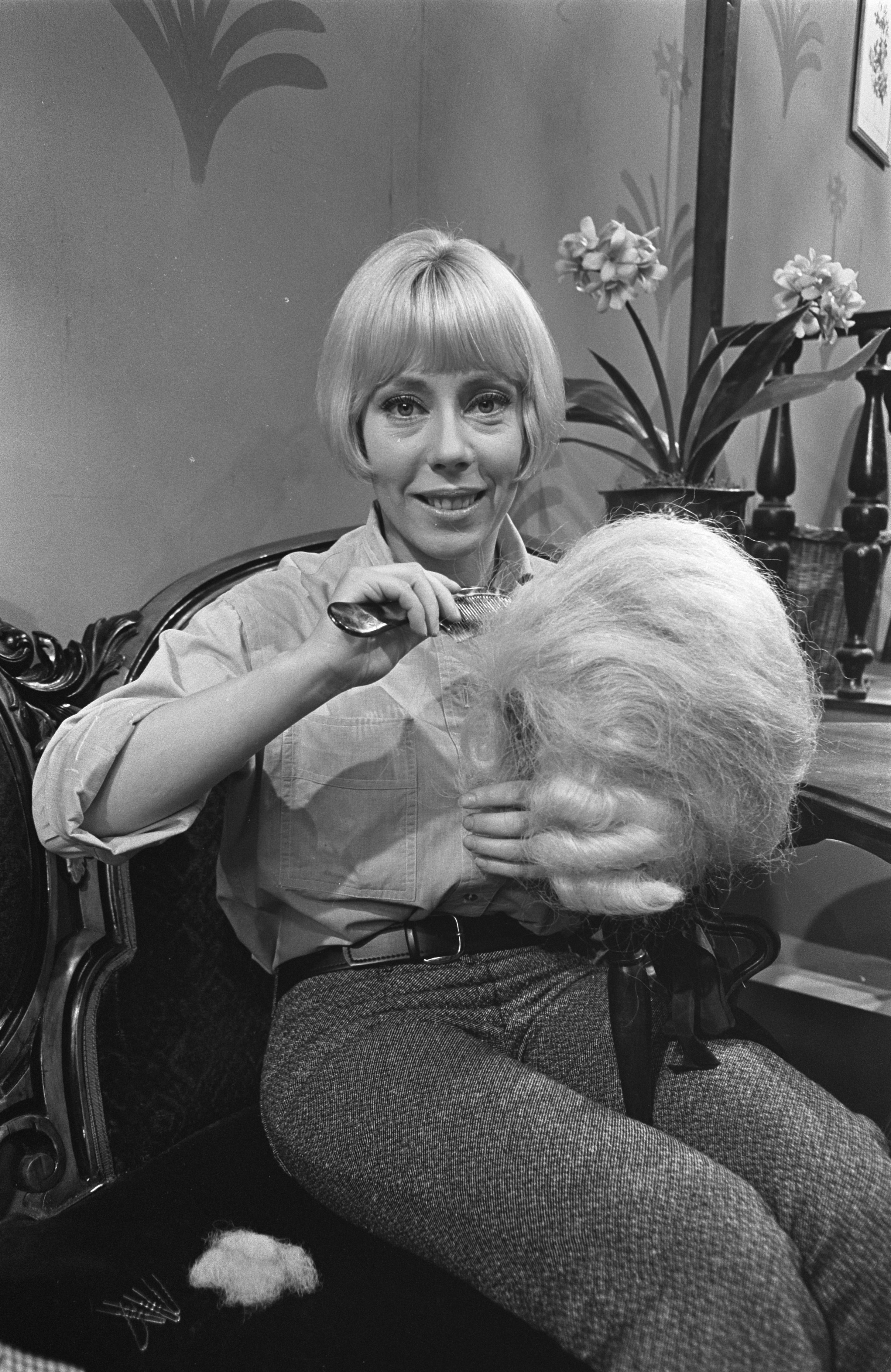
Carla Lipp (1966 als Perückenmacherin Jet)

Carla Romolo Lipp (* 9. Januar 1934 in Amsterdam; † 27. Februar 2017 ebendort) war eine niederländische Tänzerin, Choreografin, Schauspielerin und Sängerin.

## Leben und Wirken
Lipp wuchs als einziges Kind von Carl August Lipp (1903–1962) und Maria Johanna Bruijn (1904–1970) in Amsterdam auf. Als ihr Vater während der deutschen Besetzungszeit Direktor des Tuschinski-Theaters und 1945 des City Theater wurde, kam die Varieté-Kultur in ihr Leben. Sie erhielt Klavier-, Geigen- und Ballettunterricht und erwies sich als besonders begabt für das Ballett. Kurz nach der Befreiung wurde sie auf das Internat von Summerhill geschickt, wo sie zwei Jahre blieb, bevor sie wusste, dass sie Balletttänzerin werden wollte. Zurück in Amsterdam besuchte sie die Ballettschule von Sonia Gaskell, wo sie sich mit ihrem Mitschüler Hans van Manen befreundete.
In der Spielzeit 1950/1951 begann Lipp beim Ballett der Lage Landen, erhielt aber ein Engagement beim Corps de ballet der Oper Nizza. In dieser Zeit vervollständigte sie ihre Ausbildung bei Madame Nora in Paris. 1953 wurde sie beim Ballett von De Nederlandse Opera  angestellt, wo sie sieben Jahre blieb. Daneben wirkte sie 1955 in der Musical-Show Olé la Marguerita von Ramses Shaffy mit, 1958 in der Musical-Komödie ’t Zit zó und im selben Jahr in der Revue des Cirque Médrano in Paris.
Dann wechselte sie das Genre und begann als Sängerin; 1959/1960 trat sie allabendlich im Amsterdamer Nachtclub Casino auf, dann mit dem Groot Orkest von Ger van Leeuwen und im Fernsehen mit der Bigband von Boy Edgar. Im Fernsehen tanzte und spielte Lipp auch in den Shows von Albert Mol und in Publieke Tribune von Ton und Luc Lutz, für die sie auch choreografierte. In den folgenden Jahren entwickelte und verantwortete sie das Ballett für Fernsehshows von Rudi Carrell und Tom Manders sowie für das Kabarett von Jaap van de Merwe. Ab Ende 1962 spielte Lipp auch wieder selbst und machte ihre ersten Schritte in Mensen, hee mensen und No, No, Nanette. 1965 besetzte sie Annie M. G. Schmidt im Musical Heerlijk duurt het langst, das diese zusammen mit Harry Bannink verfasst hatte.
Dann gehörte Lipp zur Stammbesetzung von Ja zuster, nee zuster, der Fernsehserie von Schmidt und Bannink, die zwischen 1966 und 1968 ausgestrahlt wurde. Dort spielte sie die Perückenmacherin Jet und sang das erfolgreiche Tanzlied De Twips. Daneben trat sie in einem Kabarettprogramm mit van de Merwe und im Musical Promises, Promises auf und übernahm die Choreografie für ein Kabarettprogramm von Natascha Emanuels.
Lipp heiratete 1969 den Zahnarzt Leo Coppes (1921–2008; 1993 wurde die Ehe aufgelöst). Nach einer Regieausbildung bei NOS gab Lipp im Januar 1972 mit einem Wiener Operettenkonzert ihr Debüt als Kameraregisseurin. Dann ging sie mit der Revue Snip and Snap auf Tournee, bevor sie die nächsten Jahre ihren Sohn aufzog. 1978 wurde sie wieder berufstätig als Musical-Lehrerin an der Theaterschule und später an der Kleinkunstakademie. Außerdem wurde sie Assistentin der Choreografin am Opera Forum und unterrichtete Bewegungskurse an der De Nederlandse Opera.
1987 trat Lipp in der VARA-Fernsehsendung De Nachtshow auf. Nach einer Rolle in Goede tijden, slechte tijden (1990) spielte sie 1995 bei Baantjer und 1997 in zwei Fernsehserien mit, gefolgt von einer weiteren Rolle 2000 und einem Gastauftritt in Baantjer im Jahr 2005. Ihr letzter Auftritt als Sängerin war im Dezember 2000 in einer Konzertversion von Follies mit dem Königlichen Ballett von Flandern.
Am 25. Februar 2017 erlitt Lipp eine Hirnblutung; 83-jährig starb sie zwei Tage später in Amsterdam.